# Friedrich Lommel (Bildhauer)
Friedrich Paul Eugen Lommel (* 26. Mai 1883 in Erlangen; † 23. September 1967 in Otterkring) war ein deutscher Medailleur und Bildhauer.

## Leben und Werk
Friedrich Paul Eugen Lommels Eltern waren der Physiker Eugen von Lommel und Luise Friederike Caroline Lommel, geb. Hegel. Lommel immatrikulierte sich 1903 an der Akademie der Bildenden Künste München. Er war zusammen mit Bernhard Klinckerfuß, Paul Roloff, Emil Thoma, Karl Hermann Müller-Samerberg und Paula Roesler Mitbegründer der Chiemseer Künstlervereinigung Die Welle. Im Rahmen seiner mehr als zwanzigjährigen Mitgliedschaft in der Künstlervereinigung Münchener Secession beteiligte sich Lommel regelmäßig erst an den Ausstellungen der Vorläufer der Großen Deutschen Kunstausstellung in München, in den 1920er Jahren im Glaspalast, in den 1930er und 1940er Jahren erst in der Neuen Pinakothek und nach der Eröffnung des Hauses der Kunst ab 1937 dort. Dies belegen die Ausstellungskataloge der Ausstellungen nahezu lückenlos. Doch trotz seiner regen Ausstellungstätigkeit, seiner Lehrtätigkeit und seiner Profan- und Sakralwerke im öffentlichen Raum blieb Lommels künstlerisches Schaffen nach seinem Tod weitgehend unbeachtet. Hierfür gibt es zwei Gründe: Einer ist seine schon in den 1920er Jahren aus der Zeit gefallene konservative ästhetische Auffassung. Zum Vergleich: Im Katalog der Deutschen Kunstausstellung München 1930 im Glaspalast, finden sich unter der Rubrik Münchener Secession z. B. etwa 30 Arbeiten von Olaf Gulbransson, 40 Arbeiten von Käthe Kollwitz, etwa 20 Arbeiten von Emil Nolde, 6 Arbeiten von Max Liebermann, 5 Arbeiten von Max Pechstein, 7 Arbeiten von Karl Schmidt-Rottluff und über 10 Arbeiten von Max Slevogt, um nur die wichtigsten Vertreter der Moderne zu nennen, jedoch nur eine Gipsplastik (Diana) von Lommel. Ein anderer Grund für die Nichtbeachtung nach dem Zweiten Weltkrieg ist seine staatskonforme Kunst im Nationalsozialismus. So stellte er in der Großen Deutschen Kunstausstellung 1937–1944 lückenlos jedes Jahr aus, wie das digitale Werkverzeichnis zeigt, während viele seiner vorgenannten Kollegen unter die Entartete Kunst im Dritten Reich fielen. 1949 bei der Ersten Münchner Kunstausstellung (Nachfolgerin der Großen Deutschen Kunstausstellung) im Haus der Kunst war Lommel dann nur noch mit einer Skulptur Spielende Kinder vertreten, obwohl er bis Mitte der 1950er Jahre Mitglied der Münchener Secession blieb.

## Werke im Öffentlichen Raum

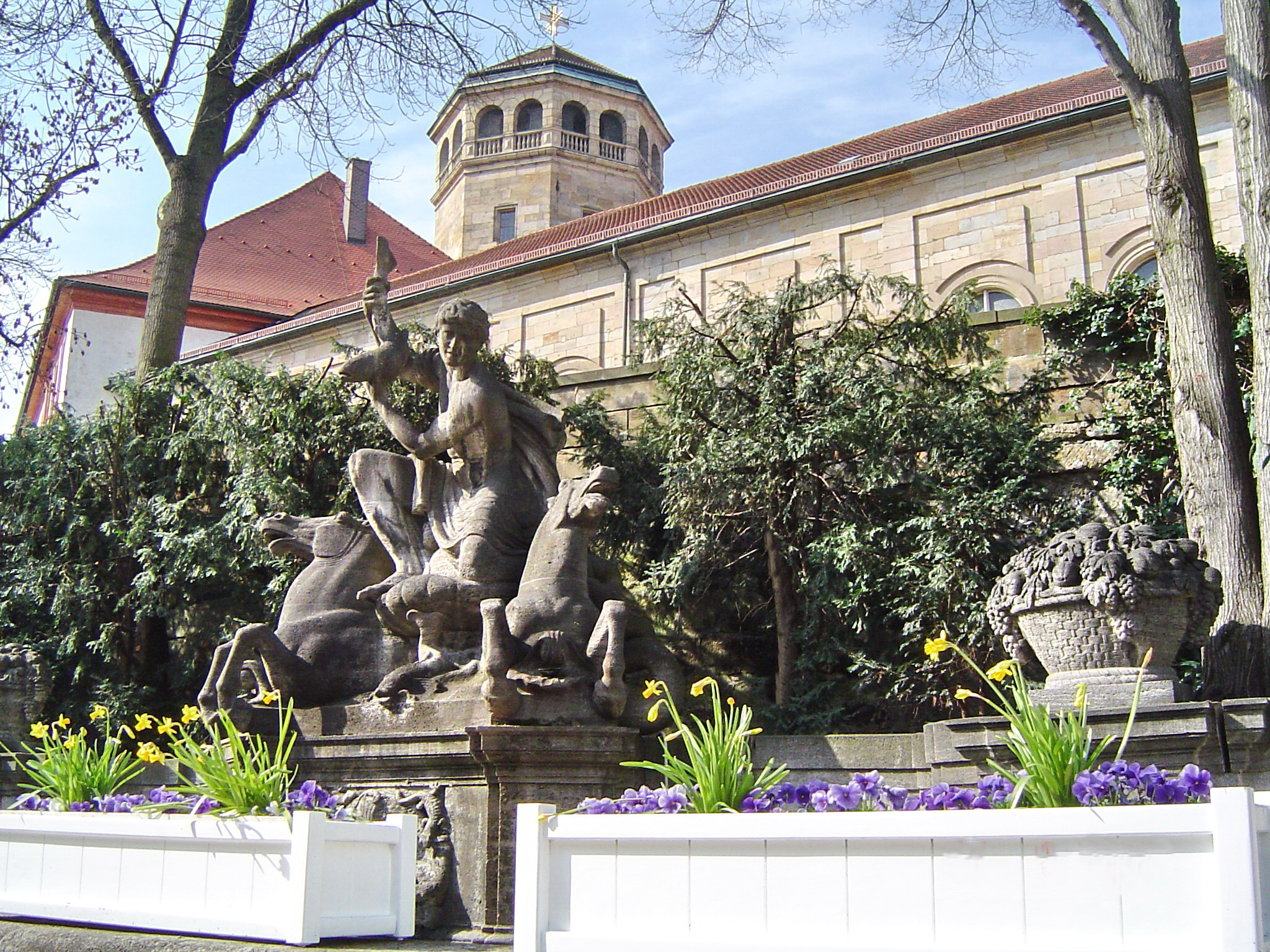
Bayreuth, Wittelsbacherbrunnen
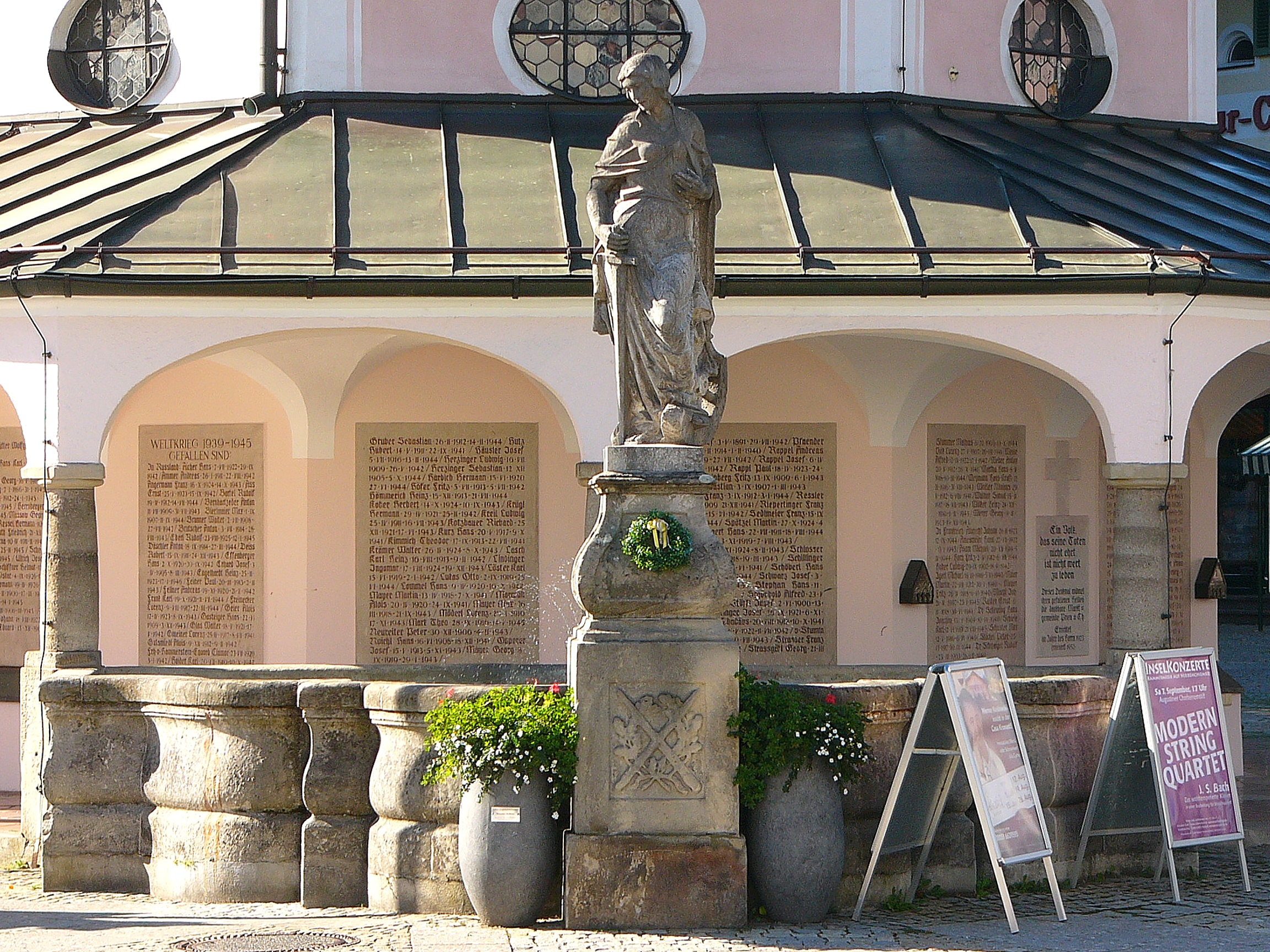
Prien a. Chiemsee, Marktbrunnen
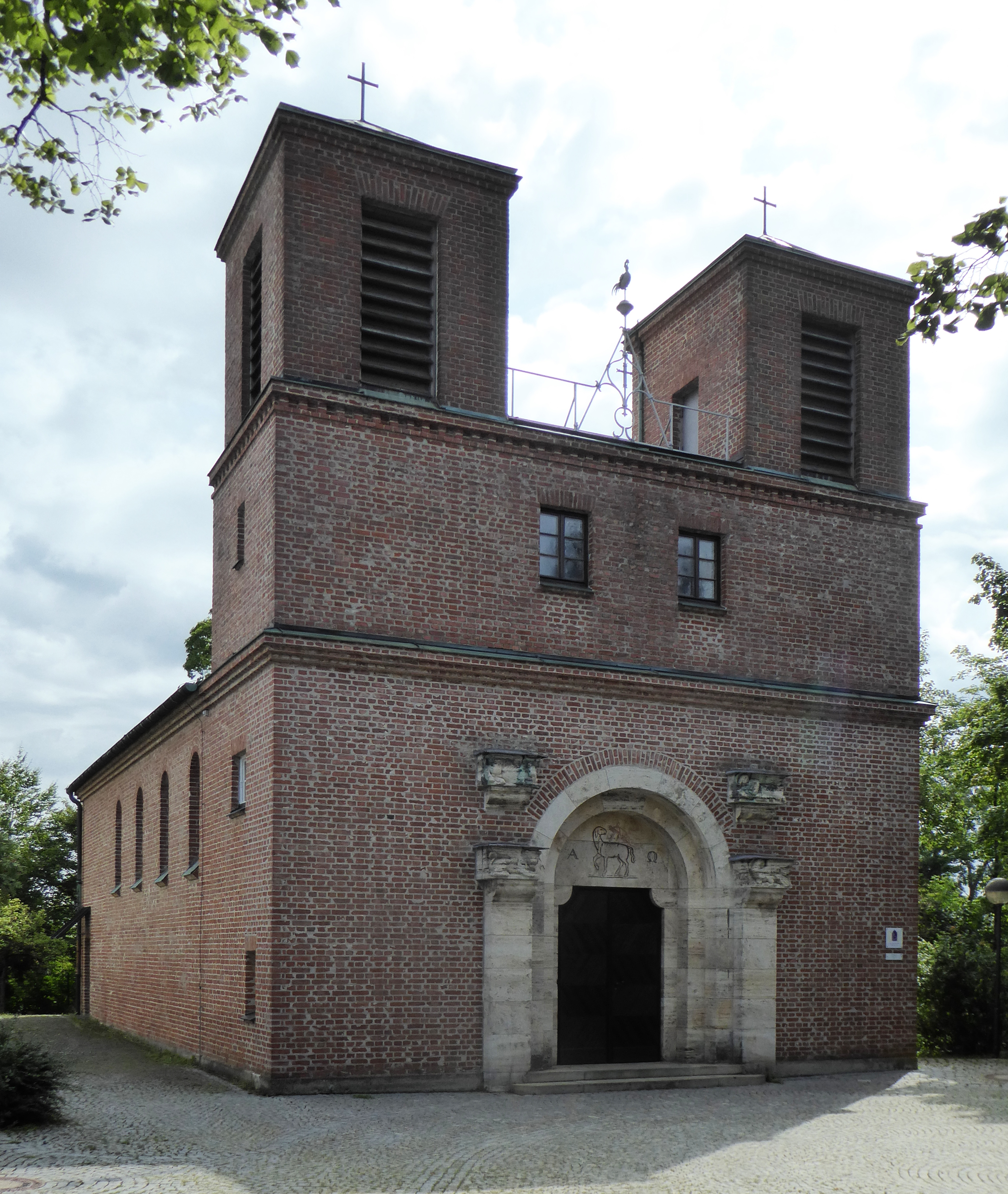
Gauting, Christuskirche, Eingangsportal mit vier Evangelisten von Friedrich Lommel
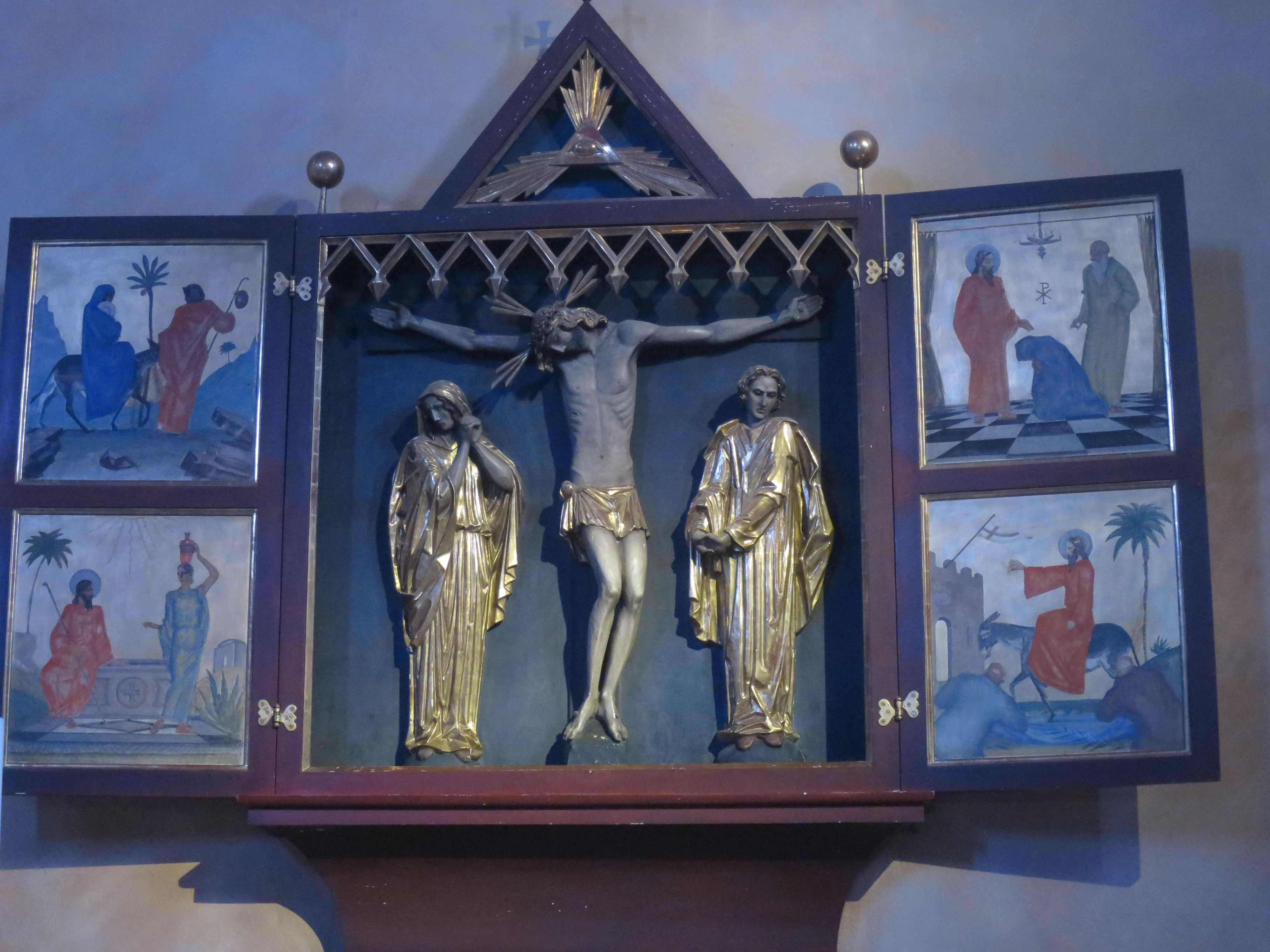
Prien a. Chiemsee, Christuskirche, Figurengruppe Jesus am Kreuz mit Maria und Johannes von Friedrich Lommel

## Weitere Quellen
- Sterbeort und -datum: Auskunft Ordnungs- und Standesamt Rimsting

| Personendaten    | Personendaten                                     |
| ---------------- | ------------------------------------------------- |
| NAME             | Lommel, Friedrich                                 |
| ALTERNATIVNAMEN  | Lommel, Friedrich Paul Eugen (vollständiger Name) |
| KURZBESCHREIBUNG | deutscher Bildhauer und Medailleur                |
| GEBURTSDATUM     | 26. Mai 1883                                      |
| GEBURTSORT       | Erlangen                                          |
| STERBEDATUM      | 23. September 1967                                |
| STERBEORT        | Otterkring                                        |